# Aclemmysa algirica
Aclemmysa algirica is een keversoort uit de familie zwamkevers (Endomychidae). De wetenschappelijke naam van de soort werd in 1924 gepubliceerd door Capra.